# Festival del humor de Medellín
Festival del humor de Medellín. También llamado Festival del humor ciudadano, es un evento anual celebrado en la ciudad de Medellín, Colombia. 

## Finalidad
El Festival del Humor de Medellín es en primer término un rasgo fundamental del temperamento antioqueño: el paisa auténtico, en medio de las tristezas de a veces, se ríe también de todo, del universo, del futuro, del pasado y de sí mismo. Pero tiene en el alma la febril sensación de que sin reírse no hay vida. Por eso, el humor en esta comarca es esencial y se entiende para destacar y cultivar la risa y el buen humor como parte importante de la cultura, del buen espíritu y la convivencia en el departamento de Antioquia, en la ciudad capital, Medellín, y en el país.
Además, está destinado a perpetuar una larga e intensa tradición humorística que la región ha desarrollado históricamente como componente de su colectivo mental, representado por ejemplo en la trova paisa - la cual cuenta con no pocas asociaciones y eventos locales y nacionales y carga en sí misma lo mejor del humor antioqueño - o en el teatro de humor, el cual a su vez es prácticamente único en el país. 

## Nacimiento y evolución del Festival
El Festival del humor de Medellín nació en esta ciudad en 1993. Fue creado en primer lugar como una actividad destinada al cultivo y la preservación comunitaria de este importante aspecto del ser individual y colectivo, el cual ha gozado de mucha tradición e importancia en la región; y en segundo lugar, se creó aprovechando para ese fin una corriente intensa de buen humor regional que por esa época tomó auge y floreció, la cual facilitó la creación del evento, corriente que por entonces se denominó en la ciudad Humor Paisa. Los fundadores aprovecharon el auge de esta corriente humorística que se puso de moda por entonces, y con base en ella lograron realizar las gestiones y conseguir la financiación para el montaje del primer evento. 
El festival del humor se celebra actualmente en el Teatro Metropolitano de Medellín y se está extendiendo a otros nuevos escenarios como el Parque de los Deseos de la ciudad, a la sombra de la Feria de las Flores, y hoy en día a él se invitan, y en él participan, los mejores humoristas del país, con presencia además de humoristas de otras nacionalidades. 
El objetivo del Festival del humor no consiste sólo en el disfrute momentáneo de las obras, chistes, ocurrencias y presentaciones de los comediantes, sino fundamentalmente en mantener viva y actuante una cantera amplia de artistas dedicados a esta actividad, de un modo sostenible e incorporado a la rutina cultural de la comunidad. Tampoco consiste el festival en la transmisión radial o televisiva de chistes u ocurrencias. Su esencia consiste en mantener vivo el buen humor y, en este propósito, congregar a los ciudadanos que a ello se dedican para el goce de la comunidad. 
En 2006 el Festival llegó a su versión número 13; actualmente su celebración dura tres días y su preparación tarda varios meses.

## Fundadores
Entre los grupos y artistas fundadores y actores actuales del festival se cuentan reconocidos humoristas antioqueños como El Manicomio de Vargasvil, Los Marinillos, Tola y Maruja, Mario Betancur, El Águila Descalza y otros.
El humor antioqueño ha hecho y hace reír a millones de personas. En esta región, la práctica y el cultivo del humor ha constituido tradicionalmente un rasgo determinante de su cultura. En 2007, Vargasvil ha promovido la construcción de un enorme coliseo dedicado exclusivamente al humor, con una inversión sin precedentes para este tipo de manifestación cultural.

## Otras versiones
- Televisa hizo un programa llamado Festival del Humor (México).